# Olonzac
Olonzac, en occitan Lonzac, est une commune française située dans le sud-ouest du département de l'Hérault, en région Occitanie.
Exposée à un climat méditerranéen, elle est drainée par le canal du Midi, l'Espène, l'Ognon, le Tartiguier, le ruisseau de l'Aqueduc, le ruisseau du Pas de Fosse et par divers autres petits cours d'eau. La commune possède un patrimoine naturel remarquable composé de deux zones naturelles d'intérêt écologique, faunistique et floristique.
Olonzac est une commune rurale qui compte 1 683 habitants en 2022. Elle est ville-centre de l'unité urbaine d'Olonzac et fait partie de l'aire d'attraction de Narbonne. Ses habitants sont appelés les Olonzagais et Olonzagaises.

## Géographie

### Localisation
Chef-lieu de canton de l'Hérault situé dans le Minervois dont il est la capitale. La commune est limitrophe du département de l'Aude.
Le village d'Olonzac, passage obligé entre le canal du Midi et le village de Minerve, est situé à 122 km de Montpellier, 43 km de Béziers, 30 km de Narbonne et 36 km de Carcassonne.

### Communes limitrophes
Les communes limitrophes sont  Argens-Minervois, Azillanet, Azille, Beaufort, Cesseras, Homps, Oupia, Paraza, Pouzols-Minervois, Pépieux, Roubia et Tourouzelle.
| Cesseras       | Azillanet    | Beaufort, Oupia                                            |
| Pépieux (Aude) | Olonzac      | Pouzols-Minervois (Aude, quadripoint), Paraza (Aude)       |
| Azille (Aude)  | Homps (Aude) | Roubia (Aude), Argens-Minervois (Aude), Tourouzelle (Aude) |

### Climat
Pour des articles plus généraux, voir Climat de l'Occitanie et Climat de l'Hérault.
En 2010, le climat de la commune est de type climat méditerranéen franc, selon une étude s'appuyant sur une série de données couvrant la période 1971-2000. En 2020, Météo-France publie une typologie des climats de la France métropolitaine dans laquelle la commune est exposée à un climat méditerranéen et est dans la région climatique  Provence, Languedoc-Roussillon, caractérisée par une pluviométrie faible en été, un très bon ensoleillement (2 600 h/an), un été chaud (21,5 °C), un air très sec en été, sec en toutes saisons, des vents forts (fréquence de 40 à 50 % de vents > 5 m/s) et peu de brouillards.
Pour la période 1971-2000, la température annuelle moyenne est de 14,9 °C, avec une amplitude thermique annuelle de 16,2 °C. Le cumul annuel moyen de précipitations est de 614 mm, avec 6,7 jours de précipitations en janvier et 2,8 jours en juillet. Pour la période 1991-2020, la température moyenne annuelle observée sur la station météorologique la plus proche, située sur la commune de Lézignan-Corbières à 9 km à vol d'oiseau, est de 15,2 °C et le cumul annuel moyen de précipitations est de 678,7 mm,. Pour l'avenir, les paramètres climatiques de la commune estimés pour 2050 selon différents scénarios d'émission de gaz à effet de serre sont consultables sur un site dédié publié par Météo-France en novembre 2022.

### Milieux naturels et biodiversité

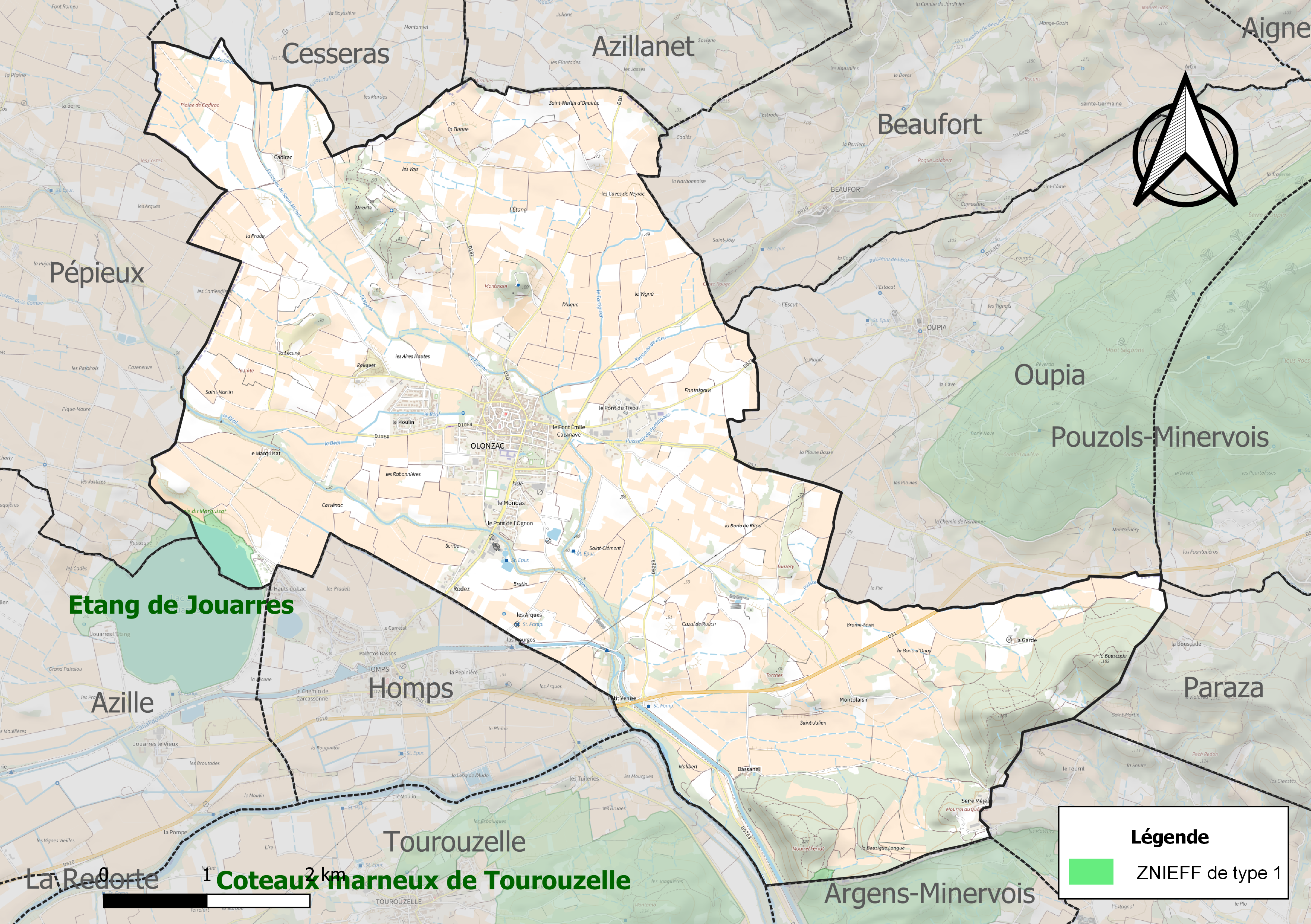
Carte des ZNIEFF de type 1 localisées sur la commune.

L’inventaire des zones naturelles d'intérêt écologique, faunistique et floristique (ZNIEFF) a pour objectif de réaliser une couverture des zones les plus intéressantes sur le plan écologique, essentiellement dans la perspective d’améliorer la connaissance du patrimoine naturel national et de fournir aux différents décideurs un outil d’aide à la prise en compte de l’environnement dans l’aménagement du territoire.
Deux ZNIEFF de type 1 sont recensées sur la commune :
les « coteaux marneux de pech Laurier » (102 ha), couvrant 3 communes dont deux dans l'Aude et une dans l'Hérault et 
l'« étang de Jouarres » (111 ha), couvrant 3 communes dont deux dans l'Aude et une dans l'Hérault.

## Urbanisme

### Typologie
Au 1er janvier 2024, Olonzac est catégorisée bourg rural, selon la nouvelle grille communale de densité à sept niveaux définie par l'Insee en 2022.
Elle appartient à l'unité urbaine d'Olonzac, une agglomération inter-départementale regroupant deux  communes, dont elle est ville-centre,,. Par ailleurs la commune fait partie de l'aire d'attraction de Narbonne, dont elle est une commune de la couronne,. Cette aire, qui regroupe 71 communes, est catégorisée dans les aires de 50 000 à moins de 200 000 habitants,.

### Occupation des sols
L'occupation des sols de la commune, telle qu'elle ressort de la base de données européenne d’occupation biophysique des sols Corine Land Cover (CLC), est marquée par l'importance des territoires agricoles (86,8 % en 2018), une proportion sensiblement équivalente à celle de 1990 (87,1 %). La répartition détaillée en 2018 est la suivante : 
cultures permanentes (81,7 %), forêts (6,9 %), zones agricoles hétérogènes (5 %), zones urbanisées (4,7 %), milieux à végétation arbustive et/ou herbacée (1 %), eaux continentales (0,6 %). L'évolution de l’occupation des sols de la commune et de ses infrastructures peut être observée sur les différentes représentations cartographiques du territoire : la carte de Cassini (XVIIIe siècle), la carte d'état-major (1820-1866) et les cartes ou photos aériennes de l'IGN pour la période actuelle (1950 à aujourd'hui).

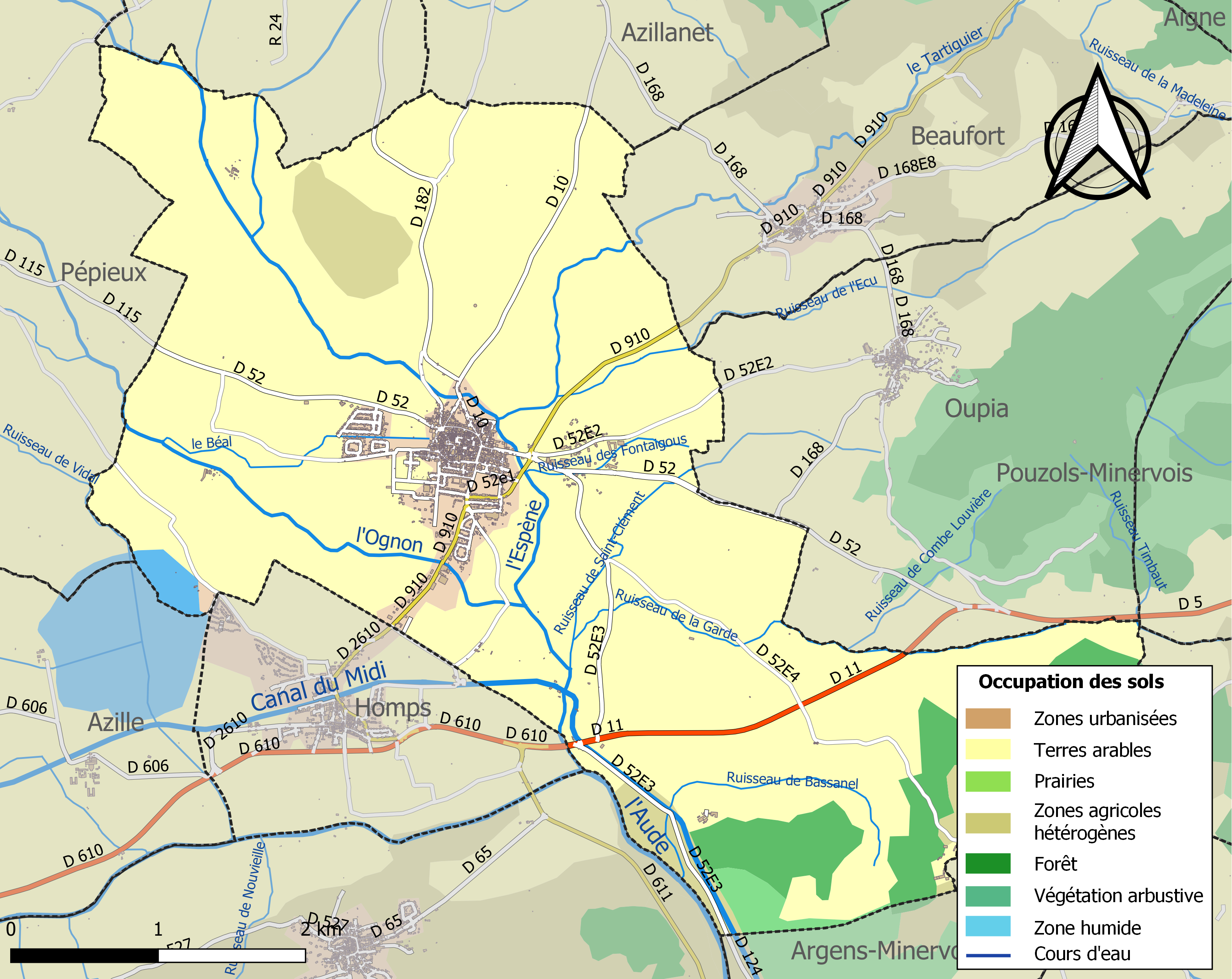
Carte des infrastructures et de l'occupation des sols de la commune en 2018 (CLC).

### Risques majeurs
Le territoire de la commune d'Olonzac est vulnérable à différents aléas naturels : météorologiques (tempête, orage, neige, grand froid, canicule ou sécheresse), inondations, feux de forêts et séisme (sismicité faible). Il est également exposé à un risque technologique, le transport de matières dangereuses, et à deux risques particuliers : le risque minier et le risque de radon. Un site publié par le BRGM permet d'évaluer simplement et rapidement les risques d'un bien localisé soit par son adresse soit par le numéro de sa parcelle.

#### Risques naturels
Certaines parties du territoire communal sont susceptibles d’être affectées par le risque d’inondation par débordement de cours d'eau, notamment le canal du Midi, l'Ognon et l'Espène. La commune a été reconnue en état de catastrophe naturelle au titre des dommages causés par les inondations et coulées de boue survenues en 1982, 1992, 1996, 1997, 1999, 2002, 2017 et 2018,.
Olonzac est exposée au risque de feu de forêt. Un plan départemental de protection des forêts contre les incendies (PDPFCI) a été approuvé en juin 2013 et court jusqu'en 2022, où il doit être renouvelé. Les mesures individuelles de prévention contre les incendies sont précisées par deux arrêtés préfectoraux et s’appliquent dans les zones exposées aux incendies de forêt et à moins de 200 mètres de celles-ci. L’arrêté du 25 avril 2002 réglemente l'emploi du feu en interdisant notamment d’apporter du feu, de fumer et de jeter des mégots de cigarette dans les espaces sensibles et sur les voies qui les traversent sous peine de sanctions. L'arrêté du 11 mars 2013 rend le débroussaillement obligatoire, incombant au propriétaire ou ayant droit,.

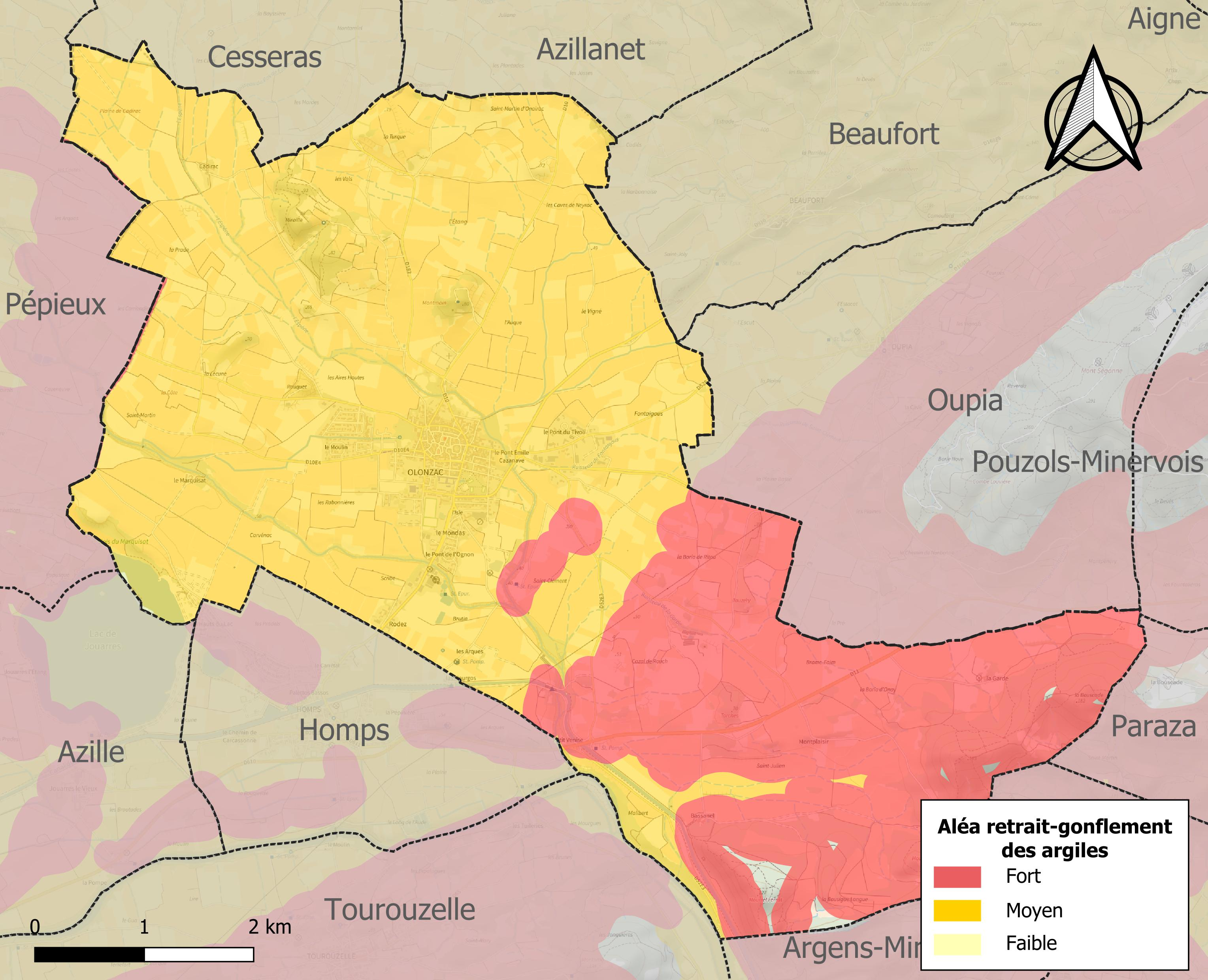
Carte des zones d'aléa retrait-gonflement des sols argileux d'Olonzac.

Le retrait-gonflement des sols argileux est susceptible d'engendrer des dommages importants aux bâtiments en cas d’alternance de périodes de sécheresse et de pluie. 99,4 % de la superficie communale est en aléa moyen ou fort (59,3 % au niveau départemental et 48,5 % au niveau national). Sur les 947 bâtiments dénombrés sur la commune en 2019, 947 sont en aléa moyen ou fort, soit 100 %, à comparer aux 85 % au niveau départemental et 54 % au niveau national. Une cartographie de l'exposition du territoire national au retrait gonflement des sols argileux est disponible sur le site du BRGM,.
Par ailleurs, afin de mieux appréhender le risque d’affaissement de terrain, l'inventaire national des cavités souterraines permet de localiser celles situées sur la commune.

#### Risques technologiques
Le risque de transport de matières dangereuses sur la commune est lié à sa traversée par des infrastructures routières ou ferroviaires importantes ou la présence d'une canalisation de transport d'hydrocarbures. Un accident se produisant sur de telles infrastructures est susceptible d’avoir des effets graves sur les biens, les personnes ou l'environnement, selon la nature du matériau transporté. Des dispositions d’urbanisme peuvent être préconisées en conséquence.

#### Risque particulier
L’étude Scanning de Géodéris réalisée en 2008 a établi pour le département de l’Hérault une identification rapide des zones de risques miniers liés à l’instabilité des terrains. Elle a été complétée en 2015 par une étude approfondie sur les anciennes exploitations minières du bassin houiller de Graissessac et du district polymétallique de Villecelle. La commune est ainsi concernée par le risque minier, principalement lié à l’évolution des cavités souterraines laissées à l’abandon et sans entretien après l’exploitation des mines.
Dans plusieurs parties du territoire national, le radon, accumulé dans certains logements ou autres locaux, peut constituer une source significative d’exposition de la population aux rayonnements ionisants. Certaines communes du département sont concernées par le risque radon à un niveau plus ou moins élevé. Selon la classification de 2018, la commune d'Olonzac est classée en zone 2, à savoir zone à potentiel radon faible mais sur lesquelles des facteurs géologiques particuliers peuvent faciliter le transfert du radon vers les bâtiments.

## Toponymie
Attesté sous les formes : villa Olentiaco  (852), Otonis de Oronzag (1095), Wilhelmi de Olonzaco (1127), in castro de Oronzaco (1224), hominibus de Olonsaco (1247), Olonzac (1518)...
Domaine gallo-romain, gentilice latin Ole(n)itius + suffixe -acum.

## Histoire
Le site protohistorique de Mourrel Ferrat (âge du fer) se situe en limite sud de la commune.

## Politique et administration
| Période           | Période           | Identité                       | Étiquette | Qualité |
| ----------------- | ----------------- | ------------------------------ | --------- | --- |
| ?                 | décembre 1774     | Antoine Manivele               |           | Premier Consul |
| août 1775         | 27 janvier 1779   | Jean-Jacques De Vitalis        |           | Premier Consul |
| 27 janvier 1779   | 22 décembre 1782  | Georges Roger                  |           | Premier Consul |
| 22 décembre 1782  | novembre 1786     | Jean-Baptiste Cachulet         |           | Premier Consul ; décédé en fonction                                                                                              |
| 18 février 1787   | 31 janvier 1790   | Pierre Lafont de Savigne       |           | Premier consul, bachelier en droit                                                                                               |
| 31 janvier 1790   | 27 juin 1790      | Gabriel-Joseph Laur            |           | Avocat au parlement ; Démissionne à la suite de son élection au poste d'administrateur au directoire du Département de l'Hérault |
| 27 juin 1790      | 5 janvier 1791    | Pierre Lafont de Savigne       |           | Gradé en droit. Démissionne car devenu Juge de Paix                                                                              |
| 23 janvier 1791   | août 1792         | Michel Merle                   |           | Démission. Jean Gracet, premier officier municipal fait l'intérim                                                                |
| 16 décembre 1792  | 22 janvier 1793   | Jean-Marie Guiraud             |           | |
| 22 janvier 1793   | ?                 | Antoine Manivele               |           | Réélu le 16 février 1796 |
| ?                 | 19 juin 1800      | Jean Joseph Pradal             |           | |
| 19 juin 1800      | 22 juin 1816      | Louis Carretier                |           | Démission |
| 24 novembre 1816  | 29 novembre 1825  | Gabriel-Joseph Laur            |           | Propriétaire, officier de la Légion d'Honneur. Décédé pendant son mandat                                                         |
| 8 décembre 1825   | 19 septembre 1830 | Raymond Jacques de Nougarede   |           | |
| 19 septembre 1830 | 21 octobre 1831   | Michel Gazel                   |           | Suspendu de ses fonctions |
| 21 octobre 1831   | 24 mai 1832       | Louis Rouairoux                |           | Maire provisoire |
| 24 mai 1832       | mai 1833          | Antoine Blanc                  |           | Démission. Son adjoint Léon François Tarbouriech fait fonction de maire                                                          |
| mai 1833          | 12 septembre 1833 | Léon François Tarbouriech      |           | |
| 12 septembre 1833 | 29 août 1837      | Antoine Blanc                  |           | |
| 29 août 1837      | octobre 1842      | Louis Rouairoux                |           | Démission. Jacques Falque fait fonction de maire                                                                                 |
| octobre 1842      | 2 septembre 1843  | Jacques Falque                 |           | |
| 2 septembre 1843  | novembre 1847     | Benoit Bosc                    |           | |
| avril 1848        | octobre 1848      | Jean-Baptiste Carguel          |           | |
| 26 novembre 1848  | 24 septembre 1852 | Théodore Veye                  |           | Chevalier de la Légion d'Honneur. "De Veye" à partir de janvier 1850                                                             |
| 24 septembre 1852 | 19 mars 1854      | Louis Rouairoux                |           | |
| 19 mars 1854      | mai 1870          | Pascal Tigné                   |           | |
| 28 septembre 1870 | 6 novembre 1870   | Louis Pagès                    |           | Commissaire spécial, maire provisoire                                                                                            |
| 6 novembre 1870   | avril 1871        | Francis Michel                 |           | Commissaire spécial |
| avril 1871        | 6 mai 1871        | Guilhem Armand Beauguil        |           | Maire provisoire |
| 6 mai 1871        | 6 juillet 1875    | Victor Merle                   |           | |
| 6 juillet 1875    | 6 juin 1876       | Adolphe Pierre Augustin Ricard |           | |
| 6 juin 1876       | 17 septembre 1877 | Albin Bertrand                 |           | |
| 17 septembre 1877 | 28 décembre 1877  | Adolphe Ricard                 |           | Maire provisoire à la suite de la dissolution de l'ancienne municipalité                                                         |
| 28 décembre 1877  | 15 février 1881   | Albin Bertrand                 |           | |
| 15 février 1881   | 26 février 1882   | Émile Tarbouriech              |           | Négociant ; Démission. Conseiller général de l'Hérault et député                                                                 |
| 26 février 1882   | 18 mai 1884       | Joseph Falque                  |           | |
| 18 mai 1884       | 29 janvier 1885   | Émile Tarbouriech              |           | Négociant ; Conseiller général de l'Hérault et député                                                                            |
| 22 mars 1885      | 5 mai 1915        | Louis Blazin                   |           | Décédé en fonction |
| 5 mai 1915        | 6 décembre 1919   | Alexandre Espent               |           | Adjoint faisant office de maire                                                                                                  |
| 6 décembre 1919   | 30 avril 1939     | Jean-Pierre Malric             |           | |
| 30 avril 1939     | 29 août 1944      | Charles Caffort                |           | Avocat, conseiller général et député de l'Hérault, Chevalier de la Légion d'honneur                                              |
| 29 août 1944      | ?                 | Armand Gally                   |           | Président du Comité provisoire de libération                                                                                     |
| 26 octobre 1947   | 3 mai 1953        | Charles Caffort                |           | Avocat, conseiller général et député de l'Hérault, Chevalier de la Légion d'honneur                                              |
| 3 mai 1953        | 26 mars 1971      | Antoine Fauré                  |           | Propriétaire exploitant agricole ; Conseiller général                                                                            |
| 1971              | 1987              | Adrien Salvetat                |           | Pharmacien ; Mort en 1987. Député de l'Aude de 1956 à 1958                                                                       |
| 1987              | 1995              | Raoul Berton                   |           | |
| 1995              | 2003              | Paul Maris                     |           | |
| 2003              | mars 2020         | Gérard Marcouïre               | DVD       | Chef d'entreprise Ancien conseiller général du canton d'Olonzac Président de la communauté de communes le Minervois              |
| mars 2020         | En cours          | Luc Louis                      |           | |

Avec Homps, Olonzac forme l'unité urbaine d'Olonzac.

## Démographie
L'évolution du nombre d'habitants est connue à travers les recensements de la population effectués dans la commune depuis 1793. Pour les communes de moins de 10 000 habitants, une enquête de recensement portant sur toute la population est réalisée tous les cinq ans, les populations de référence des années intermédiaires étant quant à elles estimées par interpolation ou extrapolation. Pour la commune, le premier recensement exhaustif entrant dans le cadre du nouveau dispositif a été réalisé en 2004.

En 2022, la commune comptait 1 683 habitants, en évolution de −6,76 % par rapport à 2016 (Hérault : +7,49 %, France hors Mayotte : +2,11 %).
| 1793 | 1800 | 1806 | 1821  | 1831  | 1836  | 1841  | 1846  | 1851  |
| ---- | ---- | ---- | ----- | ----- | ----- | ----- | ----- | ----- |
| 900  | 896  | 936  | 1 136 | 1 272 | 1 347 | 1 411 | 1 554 | 1 603 |

| 1856  | 1861  | 1866  | 1872  | 1876  | 1881  | 1886  | 1891  | 1896  |
| ----- | ----- | ----- | ----- | ----- | ----- | ----- | ----- | ----- |
| 1 651 | 1 763 | 2 004 | 1 747 | 1 862 | 2 502 | 2 476 | 1 998 | 2 110 |

| 1901  | 1906  | 1911  | 1921  | 1926  | 1931  | 1936  | 1946  | 1954  |
| ----- | ----- | ----- | ----- | ----- | ----- | ----- | ----- | ----- |
| 2 296 | 2 400 | 2 228 | 2 244 | 2 323 | 2 319 | 2 195 | 2 006 | 2 017 |

| 1962  | 1968  | 1975  | 1982  | 1990  | 1999  | 2004  | 2006  | 2009  |
| ----- | ----- | ----- | ----- | ----- | ----- | ----- | ----- | ----- |
| 1 910 | 1 856 | 1 705 | 1 633 | 1 569 | 1 568 | 1 620 | 1 644 | 1 658 |

| 2014  | 2019  | 2022  | - | - | - | - | - | - |
| ----- | ----- | ----- | - | - | - | - | - | - |
| 1 776 | 1 687 | 1 683 | - | - | - | - | - | - |

## Lieux, commerces et monuments
Lieux
Un lieu clef du village d'Olonzac est son stade de rugby (stade Maurice-Bielsa), fief de l'ASOM qui est passée en 2010 dans la catégorie fédérale III, prestation plus qu'honorable pour un village de cette dimension.
Olonzac est animée d'un important marché hebdomadaire (tous les mardis matin) et son quotidien est agrémenté par la présence de nombreux commerces de proximité. Une épicerie « Vival » au centre du village, une épicerie bio, quatre cafés, une pharmacie, un bureau de tabac et quelques restaurants. Depuis quelques années, le village est même doté de son « centre commercial » pour répondre aux besoins des habitants et vacanciers fleurissant en période estivale.
Monuments

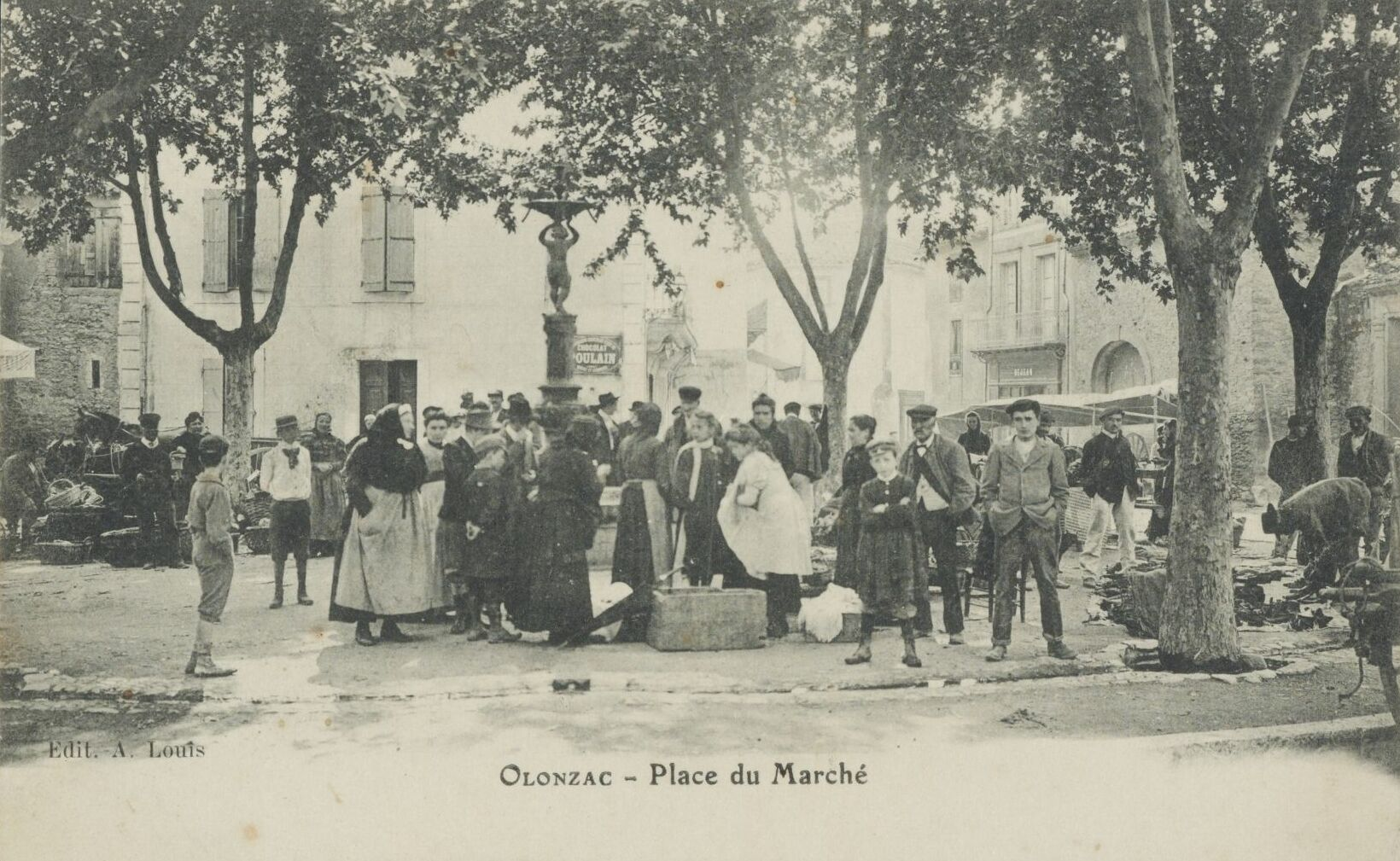
Place du marché : carte postale (1911).

La plupart des monuments symboliques de la commune sont situés dans le centre du village. Ainsi, à proximité de l'hôtel de ville, nous retrouvons l'église du village qui abrite les offices dominicaux. En outre, à environ 50 m au nord-est de l'église, on peut aisément contempler la façade de l'ancien « café Plana » dont l'intérieur est classé en tant que monument historique. Le musée archéologique du Minervois possède deux salles d'exposition et une réserve de dépôt de fouilles composées d'une collection regroupant des objets du Paléolithique à l'époque romaine.
- Site protohistorique de Mourrel Ferrat (âge du fer).
- Église de l'Assomption-de-Notre-Dame d'Olonzac.

|  |

## Sports
Rugby à XV
L'AS Olonzac Minervois engagée en série régionale du Languedoc
Football
L'US Minervois, engagée en D1 Profylex (Elite Départementale).

## Personnalités liées à la commune
- Gabriel-Joseph Laur (1762 - 1825 à Olonzac) homme politique, maire d'Olonzac et député de l'Hérault de 1810 à 1815.
- Émile Tarbouriech (1811-1885), homme politique, maire d'Olonzac, député de l'Hérault de 1881 à 1885.
- Charles Louis Simon Caffort  (1880 - 1958), maire d'Olonzac, député de l'Hérault.

### Héraldique
|  | Les armoiries de Olonzac se blasonnent ainsi : D'or au chaudron de gueules, au chef d'azur chargé de trois fleurs de lys d'or. |